# First Kiss Monogatari 2
First Kiss Monogatari 2 (ファーストKiss☆物語2?) è una visual novel sviluppata dalla HuneX. Si tratta di una conversione migliorata della versione per Dreamcast e PlayStation 2 di First Kiss Monogatari, ed è stato pubblicato rispettivamente l'8 agosto 2002 e il 17 luglio 2003. Il videogioco comprende nuovi contenuti, nuovi personaggi e nuovi filmati. La versione a tiratura limitata di First Kiss Monogatari 2 include un CD drama bonus.